# ティアーズ・オブ・クラウン (映像作品)
『ティアーズ・オブ・クラウン』は、1986年に発表されたRCサクセションのライブ・ビデオ。

## 解説
1986年8月16・17・23・24日の4日間、東京・日比谷野外音楽堂にて行なわれたRCサクセションのコンサート「4 SUMMER NITES」を収録したビデオ。この年より開始された夏の野音ライヴは、クリスマスの日本武道館ライヴと共にRCの毎年恒例イベントだった。
同年10月に発売されたライヴ・アルバム『ティアーズ・オブ・クラウン』の映像版だが、アルバム未収録の「ブン・ブン・ブン」が収録されている。また、オープニングにGee2woによるインストゥルメンタル楽曲が収録されている。
ビデオ・カバーはアルバムと共通のデザインが使用されている。
1990年廉価再発、2002年DVD化。

## 収録曲
1. オープニング
（作曲－Gee 2wo)
  - 正式タイトルは「FLY IN THE SKY」で$ASUKEとの共作
2. IN THE MIDNIGHT HOUR
（作詞・作曲－Wilson Picket Jr./Steve Cropper)
3. Sweet Soul Music - Strawberry Fields Forever
（作詞・作曲－忌野清志郎)（作詞・作曲－John Lennon/Paul McCartney)
4. ラプソディー
（作詞・作曲－忌野清志郎、編曲－RCサクセション)
5. よそ者
（作詞・作曲－忌野清志郎・仲井戸麗市・奥津光洋)
6. 打破
（作詞・作曲－仲井戸麗市)
7. SKY PILOT/スカイ・パイロット
（作詞－忌野清志郎、作曲－忌野清志郎・小林和生）
8. トランジスタ・ラジオ
（作詞・作曲－忌野清志郎・G1,238,471)
9. ヒッピーに捧ぐ
（作詞－忌野清志郎、作曲－肝沢幅一)
10. ブン・ブン・ブン
（作詞・作曲－忌野清志郎)
11. LONELY NIGHT (NEVER NEVER)
（作詞・作曲－忌野清志郎)
12. 雨あがりの夜空に
（作詞・作曲－忌野清志郎・仲井戸麗市)